# Itasca, Illinois
Itasca är en ort (village) i DuPage County, i delstaten Illinois, USA. Enligt United States Census Bureau har orten en folkmängd på 8 710 invånare (2011) och en landarea på 12,8 km².